# Bandera de Gran Bretaña
La bandera de Gran Bretaña (en inglés: Flag of Great Britain), conocida también como King's Colour (en español: Colores del Rey) o primera Union Jack, fue una bandera creada en 1606 con el fin de representar la unión de las coronas de Escocia e Inglaterra. Se utilizó en el mar desde 1606 y, de forma general, desde 1707 hasta 1801. Fue la primera bandera del Reino de Gran Bretaña y precursora directa de la Union Flag de 1801.
El diseño fue ordenado por el rey Jacobo VI y I para ser utilizado en barcos en alta mar, y posteriormente pasó a usarse como bandera nacional tras el Tratado de Unión y el Acta de Unión de 1707, obteniendo el estatus de "pabellón de armas de Gran Bretaña", el Estado recién creado. Más tarde fue adoptada por las fuerzas terrestres, aunque el azul del campo utilizado en las versiones terrestres se parecía más al azul de la bandera de Escocia.

## Creación
Por Jacobo I de Inglaterra, rey de Escocia, orden en el consejo, 1606:

Por el rey: Considerando que han surgido algunas diferencias entre Nuestros súbditos del Sur y Gran Bretaña del Norte que viajan por mares, sobre el rumbo de sus banderas: para evitar todas las disputas en el futuro. para evitar toda contienda en lo sucesivo, hemos ordenado, con el asesoramiento de nuestro Consejo: que de ahora en adelante todos nuestros súbditos de esta isla y Reino de Gran Bretaña, y todos nuestros miembros, llevarán en su cota mayor la bandera de Inglaterra, la cruz roja, comúnmente llamada la cruz de San Jorge, y la bandera de Escocia, la cruz blanca, comúnmente llamada cruz de San Andrés, unidas entre sí según la forma hecha por nuestros heraldos, y enviadas por nosotros a nuestro Almirante para que sean publicadas entre nuestros súbditos: y en su cofia de proa nuestros súbditos del sur de Gran Bretaña llevarán únicamente la Cruz Roja como solían hacerlo, y nuestros súbditos del norte de Gran Bretaña en su cofia de proa únicamente la Cruz Blanca como solían hacerlo.
1606

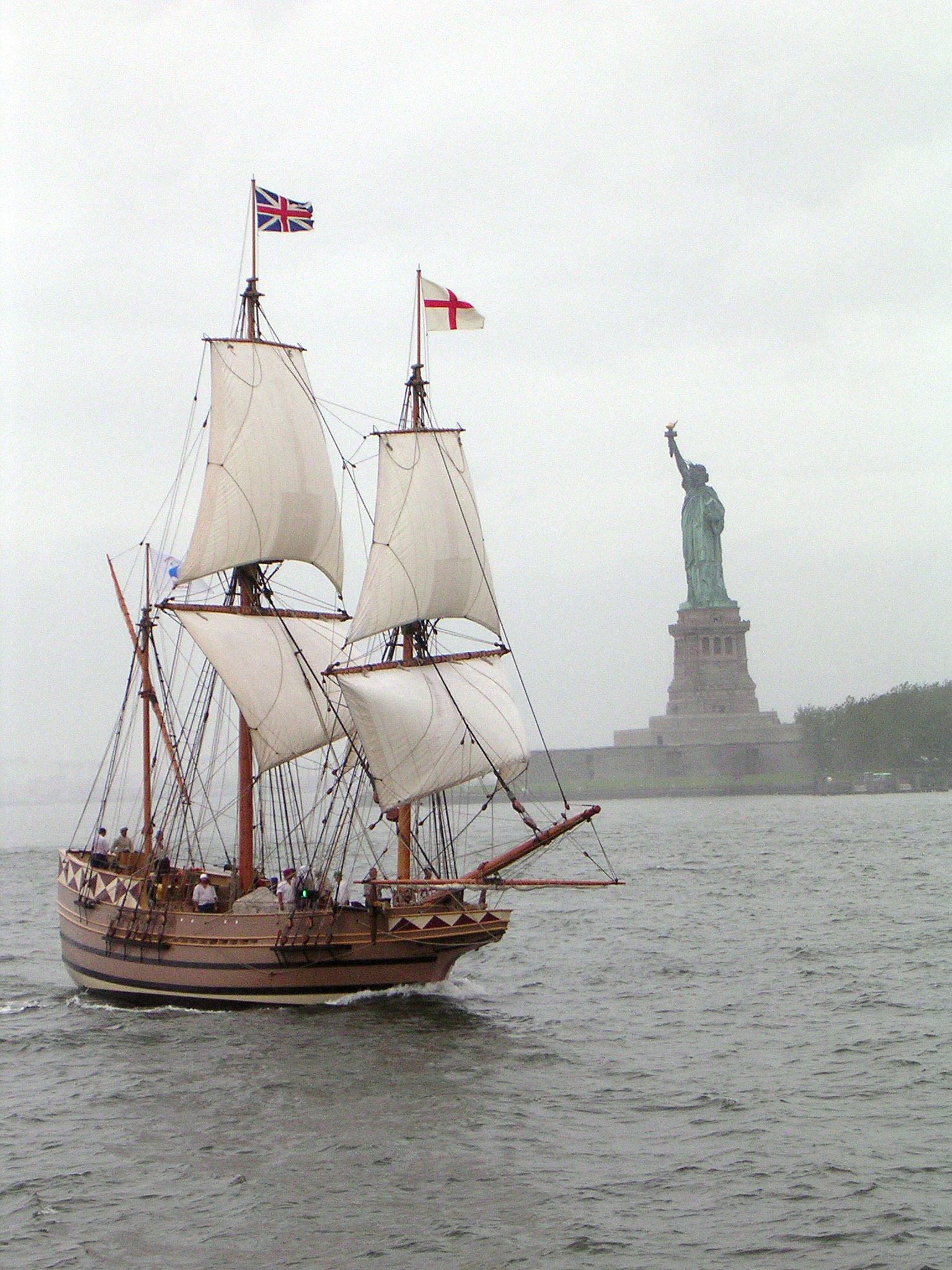
Una réplica del Godspeed de principios del siglo XVII que enarbola las banderas de Gran Bretaña y el Reino de Inglaterra.
Bandera de Inglaterra
Bandera de Escocia

En el funeral del rey Jacobo en 1625, la bandera fue llamada «Estandarte de la Unión de las dos Cruces de Inglaterra y Escocia». Jacobo tenía la costumbre de referirse a un «Reino de Gran Bretaña», considerando que había sido creado por la Unión de las Coronas. Sin embargo, a pesar de la unión personal que él representaba, en la práctica Inglaterra y Escocia continuaron como reinos separados, cada uno con su propio parlamento y leyes, durante otro siglo. El Reino de Gran Bretaña finalmente se creó en 1707. La bandera del nuevo Reino fue elegida formalmente el 17 de abril de 1707, dos semanas antes de que entraran en vigor las Actas de Unión de 1707. Enrique San Jorge, Rey de Armas Principal de la Jarretera, había presentado varios diseños posibles a la reina Ana y al Consejo Privado.

### Variante escocesa
La principal alternativa a considerar fue una versión de la bandera con la cruz de San Andrés encima de la de San Jorge, llamada "bandera de la Unión Escocesa, como se dice que usan los escoceses", pero esta fue rechazada.

"Bandera de la unión escocesa, tal como se dice que la utilizan los escoceses".
Otra propuesta temprana para la Union Jack, consistente en una cruz de San Andrés blanca con fimbriación azul superpuesta sobre una cruz de San Jorge roja sobre un campo blanco.
Una reconstrucción de una versión alternativa de la Union Jack que aparece en un techo de madera pintado del Palacio de Linlithgow (c. 1617 ).

### Versiones propuestas
A raíz de la unión personal entre Inglaterra y Escocia, se elaboraron varios diseños para una nueva bandera, yuxtaponiendo la cruz de San Jorge y la cruz de San Andrés:
|  |
|  |

|  |
|  |

|  |
|  |

|  |
|  |

|  |
|  |

|  |
|  |

## Después de 1801
Con el cambio de la bandera británica en 1801, casi todas los pabellones británicas y otros diseños oficiales que la incorporaban también cambiaron, ya sea inmediatamente o al agotarse las existencias preexistentes. Una excepción es la bandera de los comisionados de la Junta de Faros del Norte, cuyas existencias antiguas duraron tanto que su diseño anacrónico quedó fijado por la tradición. La antigua bandera se ha incluido en algunos diseños posteriores para marcar una conexión británica anterior a 1801, como con el escudo de armas de la Colonia de Sierra Leona adoptado en 1914 o la bandera de Baton Rouge, Luisiana, adoptada en 1995. La bandera del condado de Somerset, Maryland, utilizada brevemente desde 1694, fue revivida después de ser redescubierta en 1958. La bandera de Taunton, Massachusetts, una reconstrucción de una bandera de la Revolución de las Trece Colonias, fue adoptada oficialmente en el bicentenario de su introducción en 1774; De manera similar, el condado de Westmoreland, Pensilvania, adoptó en 1973 la bandera de 1775 del Batallón Independiente de Provinciales del Condado de Westmoreland de John Proctor. La bandera no oficial de la isla de Lord Howe, Australia, también recuerda a la Union Jack anterior a 1801.
|                                                            |
| Bandera de los comisionados de la Junta del Faro del Norte |

|                                                           |
| Bandera de Tauton, Massachusetts y Weymouth, Nueva Jersey |

|                                                  |
| Bandera del condado de Westmoreland, Pensilvania |

|                                  |
| Bandera de Baton Rouge, Luisiana |

|                            |
| Bandera de Mobile, Alabama |

| |
| Bandera del condado de Somerset, Maryland. La bandera fue adoptada en 1694, basándose en los King's Colours de 1606. |